# Highland (Utah)
Highland ist eine Stadt im Utah County des US-Bundesstaates Utah. Die Stadt ist Teil der Metropolregion Provo-Orem. Das U.S. Census Bureau hat bei der Volkszählung 2020 eine Einwohnerzahl von 19.348 ermittelt.

## Geschichte
Highland wurde in den 1870er Jahren besiedelt. Der Name stammt von schottisch-mormonischen Einwanderern, die der Meinung waren, dass die Gegend den schottischen Highlands ähnelt. Highland wurde 1977 zu einer eigenständigen Gemeinde.

## Demografie
Nach einer Schätzung von 2019 leben in Highland 19.175 Menschen. Die Bevölkerung teilt sich auf in 93,6 % nicht-hispanische Weiße, 0,9 % Afroamerikaner, 0,2 % indianischer Abstammung, 1,2 % Asiaten, 0,6 % Ozeanier, 0,4 % Sonstige und 3,2 % mit zwei oder mehr Ethnizitäten. Hispanics machten 1,6 % der Bevölkerung aus. Das mittlere Haushaltseinkommen lag bei 148.567 US-Dollar und die Armutsquote bei 2,7 %.

## Persönlichkeiten
- Madelyn Robinson (* 2000), Volleyballspielerin